# Sjednocená demokratická strana
Sjednocená demokratická strana (PYD) je kurdská politická strana, která vznikla v roce 2003 v severní Sýrii. Je zakládajícím členem Národního koordinačního výboru pro demokratickou změnu a bývá popisována jako „jedna z nejvlivnějších kurdských opozičních stran v Sýrii“. V průběhu syrské občanské války získala Sjednocená demokratická strana kontrolu v několika městech na severu Sýrie. Předsedou strany je od roku 2010 chemický inženýr Salih Muslim Muhammad a spolupředsedkyní je od roku 2010 Asya Abdullahová.